# Тииликкайярви (национальный парк)
«Тииликкайярви» (Тииликкаярви, фин.Tiilikkajärvi или Tiilikkajärven kansallispuisto) — национальный парк в Восточной Финляндии и Оулу. Расположен в муниципалитетах Раутаваара и Соткамо. Площадь парка составляет около 34 км2. Основан в 1982 году. В 2020 году национальный парк посетили 19 500 человек.